# Sushil Meitei
Sushil Meitei Ahongshangbam (sinh ngày 8 tháng 2 năm 1997) là một cầu thủ bóng đá người Ấn Độ thi đấu ở vị trí tiền đạo chạy cánh cho Fateh Hyderabad ở I-League 2nd Division cho mượn từ câu lạc bộ tại ISL NorthEast United.

## Sự nghiệp

### NorthEast United
Ngày 23 tháng 7 năm 2017, Sushil Meitei được tuyển với tư cách cầu thủ phát triển bởi NorthEast United ở 2017–18 ISL Players Draft. Anh có màn ra mắt trong trận đấu trước ATK khi vào sân từ phút 83 thay cho Malemngamba Meitei.

### Fateh Hyderabad
Sushil Meitei đến Fateh Hyderabad theo dạng cho mượn sau giai đoạn vòng bảng của ISL 2017-18. Anh có màn ra mắt cho đội bóng trong trận đấu với đội dự bị FC Goa, anh ghi bàn thắng đầu tiên và kiến tạo hai bàn cho đồng đội.

## Thống kê sự nghiệp

### Câu lạc bộ
Tính đến 24 tháng 3 năm 2018 
| Câu lạc bộ             | Mùa giải            | Giải vô địch | Giải vô địch | Siêu cúp | Siêu cúp  | AFC     | AFC       | Tổng    | Tổng      |
| Câu lạc bộ             | Mùa giải            | Số trận      | Bàn thắng    | Số trận  | Bàn thắng | Số trận | Bàn thắng | Số trận | Bàn thắng |
| ---------------------- | ------------------- | ------------ | ------------ | -------- | --------- | ------- | --------- | ------- | --------- |
| Royal Wahingdoh        | 2015–16             | 0            | 0            | 0        | 0         | —       | —         | 0       | 0         |
| Royal Wahingdoh        | 2016–17             | 0            | 0            | 0        | 0         | —       | —         | 0       | 0         |
| NorthEast United       | 2017–18             | 1            | 0            | 0        | 0         | —       | —         | 1       | 0         |
| Fateh Hyderabad (mượn) | 2017–18             | 1            | 1            | 0        | 0         | —       | —         | 1       | 1         |
| Tổng cộng sự nghiệp    | Tổng cộng sự nghiệp | 2            | 1            | 0        | 0         | 0       | 0         | 2       | 1         |